# Массовое убийство в Старо-Грацке
Массовое убийство в Старо-Грацке (серб. Масакр у Старом Грацком, алб. Masakra në Grackë e Vjetër) — убийство 14 сербских фермеров, совершённое 23 июля 1999 года в деревне Старо-Грацко, расположенной в общине Липлян в Косове. Незадолго до этого преступления югославские войска были выведены с данной территории по результатам Косовской войны. Убийцы не были найдены, но, по словам жителей деревни, убийства были совершены членами Армии освобождения Косова. Это преступление стало самым крупным по количеству жертв преступлением, совершённым в Косове после окончания Косовской войны.

## Предыстория
Косовская война кончилась 11 июля 1999 года. После 78-дневной бомбардировки силами НАТО Югославия согласилась вывести свои войска с территории Косова. Всего было выведено 40 тысяч солдат, их заменил 50-тысячный контингент войск НАТО. 170 тысяч сербов, проживавших в Косове, бежали в Центральную Сербию.
Население деревни составляло около 300 человек, большинство жителей являлось этническими сербами, в деревне проживало 82 семьи, 80 сербских и 2 албанских . Соседние деревни были населены этническими албанцами.

## Массовое убийство
23 июля 1999 года, приблизительно в 21:13, патруль войск НАТО, состоявший из британцев, услышал стрельбу. Патруль связался с основными силами. Через час прибывшими войсками НАТО на открытом поле были обнаружены 13 трупов. Ещё одно тело было обнаружено неподалёку, в 150 метрах. Фермеры были убиты, когда возвращались домой после уборки пшеницы. За неделю до резни фермеры обращались к войскам НАТО с просьбой о защите, но их просьба была проигнорирована.

## Последующие события
После обнаружения тел деревня была оцеплена канадскими войсками. Трупы были доставлены в госпиталь Приштины для опознания. Позднее ООН сообщило, что среди убитых были женщины и дети.

### Реакция
Хашим Тачи, лидер Армии освобождения Косова, осудил убийства, назвав их «безумным актом, совершённым с целью подрыва улучшающихся отношений между косовскими албанцами и сербами». Бернар Кушнер, глава Миссии ООН в Косове, заявил, что его «ужаснула» эта резня и пообещал, что «преступники предстанут перед судом без промедления». Луиза Арбур, главный обвинитель международного трибунала по бывшей Югославии заявила, что она «серьёзно обеспокоена» и призвала «к немедленному расследованию».
Президент Югославии Слободан Милошевич возложил ответственность за убийство на войска НАТО, а генерал Небойша Павкович заявил, что если ООН не сможет контролировать провинцию, то он отправит туда югославские войска.